# تشذيب الحجارة

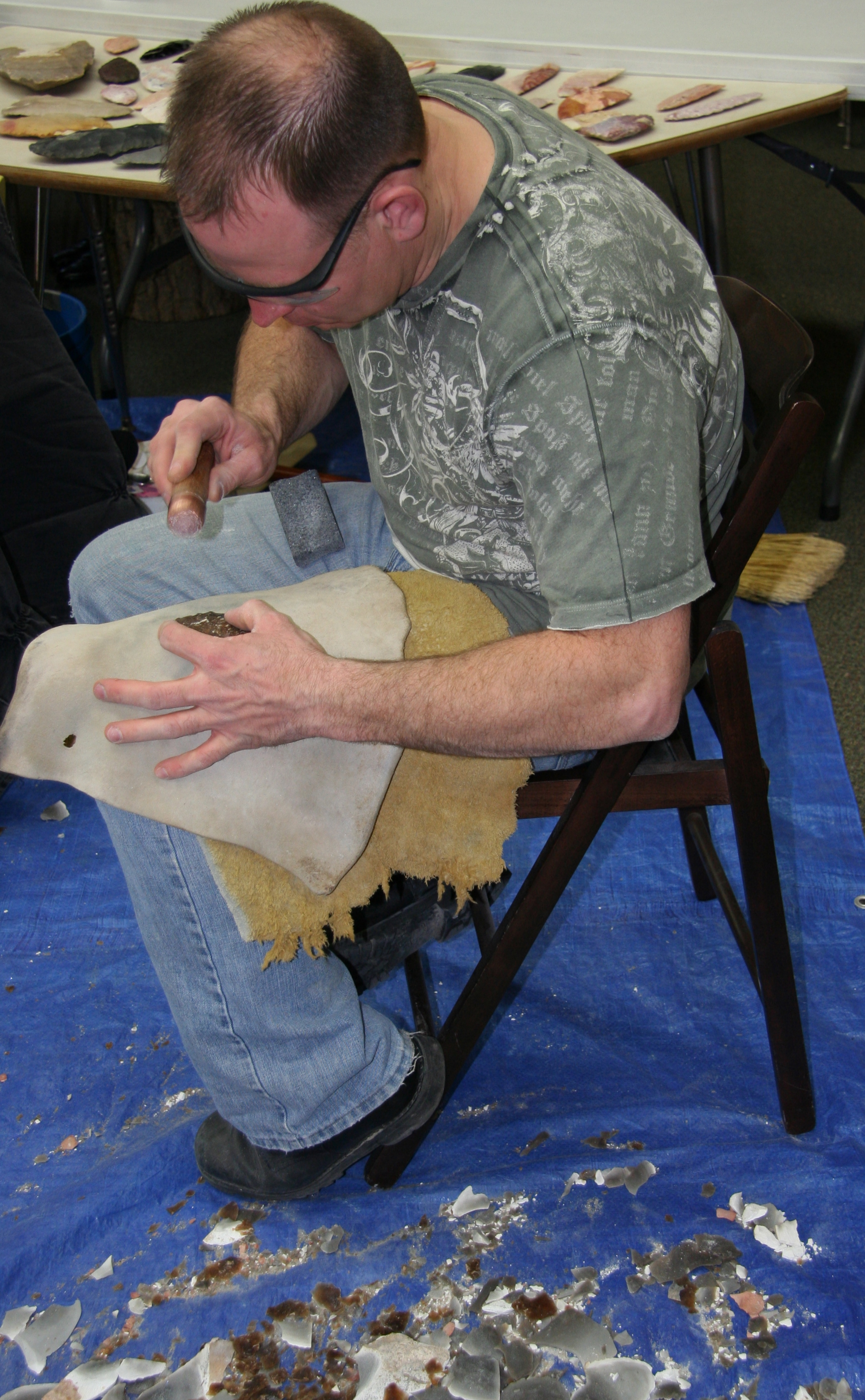
رجل يعرض عملية تشذيب حجر صوان باستخدام أداة حجرية.

تشذيب الحجارة هي تشكيل الأحجار كحجر الصوان أو السبج  أو أي نوع من الحجارة، وذلك باستخدام عملية الحد من الحواف، لصنع أدوات حجرية، أو إنتاج حجارة مسطحة لاستخدامها في البناء أو جدران الأسيجة أو الديكورات أو غيرها من الأغراض.
تتم عملية تشذيب الحجارة باستخدام طرق متنوعة تبعاً للهدف المرجو من المنتج النهائي. تستخدم أدوات مختلفة في ذلك، كآلة كشط القشرة الحجرية من أساس الحجر والمطرقة ووتكون عادة مصنوعة من الخشب أو العظام.
لأعمال البناء، تستخدم مطرقة أو معول لفصل القطع والإزميل.